# 20 أكتوبر
- السبت
- الأحد
- الاثنين
- الثلاثاء
- الأربعاء
- الخميس
- الجمعة

- 275 ربيع الآخر 1447  هـ
- 286 ربيع الآخر 1447  هـ
- 297 ربيع الآخر 1447  هـ
- 308 ربيع الآخر 1447  هـ
- 19 ربيع الآخر 1447  هـ
- 210 ربيع الآخر 1447  هـ
- 311 ربيع الآخر 1447  هـ
- 412 ربيع الآخر 1447  هـ
- 513 ربيع الآخر 1447  هـ
- 614 ربيع الآخر 1447  هـ
- 715 ربيع الآخر 1447  هـ
- 816 ربيع الآخر 1447  هـ
- 917 ربيع الآخر 1447  هـ
- 1018 ربيع الآخر 1447  هـ
- 1119 ربيع الآخر 1447  هـ
- 1220 ربيع الآخر 1447  هـ
- 1321 ربيع الآخر 1447  هـ
- 1422 ربيع الآخر 1447  هـ
- 1523 ربيع الآخر 1447  هـ
- 1624 ربيع الآخر 1447  هـ
- 1725 ربيع الآخر 1447  هـ
- 1826 ربيع الآخر 1447  هـ
- 1927 ربيع الآخر 1447  هـ
- 2028 ربيع الآخر 1447  هـ
- 2129 ربيع الآخر 1447  هـ
- 2230 ربيع الآخر 1447  هـ
- 231 جمادى الأولى 1447  هـ
- 242 جمادى الأولى 1447  هـ
- 253 جمادى الأولى 1447  هـ
- 264 جمادى الأولى 1447  هـ
- 275 جمادى الأولى 1447  هـ
- 286 جمادى الأولى 1447  هـ
- 297 جمادى الأولى 1447  هـ
- 308 جمادى الأولى 1447  هـ
- 319 جمادى الأولى 1447  هـ

20 أكتوبر أو 20 تشرين الأوَّل أو يوم 20 \ 10 (اليوم العشرون من الشهر العاشر) هو اليوم الثالث والتسعين بعد المئتين (293) من السنة، أو الرابع والتسعين بعد المئتين (294) في السنوات الكبيسة، وفقًا للتقويم الميلادي الغربي (الغريغوري). يبقى بعده 72 يومًا على انتهاء السنة.

## أحداث
- 1569 ـ اغتيال القائد الأندلسي محمد بن أمية قائد المورسكيين في حرب البشرات.
- 1798 - اندلاع ثورة القاهرة الأولى ضد الحملة الفرنسية على مصر، وراح ضحيتها حوالي 2500 مصريًا بينما قتل من الفرنسيين 16 فردًا فقط بينهم جنرال.
- 1827 - وقوع «معركة نافارين البحرية» بين الأسطول المصري بقيادة إبراهيم باشا مدعم بالأسطول العثماني والأسطول الجزائري من جهة وأساطيل بريطانيا فرنسا وروسيا من جهة أخرى.
- 1919 - الكونغرس الأمريكي يتبنى قانونًا يحظر كل المشروبات المسكرة في الولايات المتحدة.
- 1921 - فرنسا وتركيا تُوقّعان على معاهدة أنقرة التي أدّت لإنهاء الحرب الدائرة بينهما وتنازل فرنسا التي احتلّت سوريا عن الأقاليم السورية الشمالية لصالح الأتراك.
- 1941 - وقوع مجزرة كراغوييفاتس التي ارتكبها جنود ألمانيا النازية في صربيا.
- 1960 - تأسيس نادي القادسية الكويتي الرياضي.
- 1973 - الملكة إليزابيث الثانية تفتتح دار أوبرا سيدني وذلك بعد 15 عامًا من بدء البناء، وقد كلف المبنى 80 مليون دولار أمريكي وتم تصميمه بواسطة المصمم الدنماركي يورن أوتسون.
- 1977 – انقلاب عسكري في تايلاند يطيح بالحكومة المدنية.
- 1979 - إنعقاد أول جلسة لجامعة الدول العربية في تونس بعد انتقال مقرها من القاهرة إحتجاجًا على توقيع معاهدة السلام المصرية الإسرائيلية، وأكد المشاركون في الجلسة على إقرار العقوبات السياسية والاقتصادية بحق مصر، كما عُلقت عضويتها في الجامعة.
- 1981 - الاتحاد السوفيتي يمنح بعثة منظمة التحرير الفلسطينية بموسكو صفة دبلوماسية.
- 1982 - أسوأ كارثة رياضية في روسيا بوفاة 66 شخصًا نتيجة التدافع في ملعب لوجنيكي في مباراة ضمن كأس الاتحاد الأوروبي.
- 1989 - فوز الكاتب الإسباني كاميلو خوسيه ثيلا بجائزة نوبل في الأدب.
- 1998 - التوقيع على اتفاقية أضنة الأمنية بين سوريا وتركيا، وتنص على التعاون في مواجهة الإرهاب ومنع تواجد عناصر حزب العمال الكردستاني على الأراضي السورية.
- 2002 - أُعلنَ أنه من المقرر استلام حكومة الكويت لأرشيفها الوطني من حكومة العراق التي صادرتْ الأرشيف خلال احتلالها للكويت سنة 1990.
- 2006 - ملك السعودية عبد الله بن عبد العزيز آل سعود يعلن عن تأسيس هيئة للبيعة يكون أعضائها من أبناء الملك عبد العزيز الذكور وأحفاده في حالة وفاة الأب، وحددت مهمة الهيئة بالدعوة إلى مبايعة ولي العهد ملكًا على البلاد في حالة وفاة الملك، كما يقوم الملك بعد مبايعته بالتشاور مع أعضائها باختيار من يراه مناسبًا لولاية العهد أو أن تقوم الهيئة باختيار من تراه مناسبًا للمنصب.
- 2011 - المجلس الوطني الانتقالي في ليبيا يعلن عن مقتل معمر القذافي.
- 2017 -
  - وُقُوع هُجوم على قوَّات أمنٍ مصريَّة في طريق الواحات في محافظة الجيزة أدَّى إلى مقتل ما بين 16 و54 عنصر أمن، وإصابة 15 شخصًا من المُهاجمين الذين رُجِّح انتمائهم لِتنظيم داعش - ولاية سيناء.
  - هُجومان انتحارِيَّان استَهدَفا مَسجدَين في ولايتي كابول وغور الأفغانيتين أدَّيا إلى مَقتل 76 شخصًا وإصابة 65 آخرين، تبنّى تنظيمُ داعش إحدَیهما.
- 2018 - نحو 700 ألف شخص يشاركون في مسيرة تصويت الشعب في لندن للمناداة باقتراع عام على اتفاق انسحاب المملكة المتحدة من الاتحاد الأوروبي النهائي.
- 2020 - مسبار أوسايرس-ركس يهبط بنجاح على الكويكب بينو 101955 ويبدأ بجمع عينة من سطحه.
- 2021 -
  - تفجير عبوتين ناسفتين بحافلة مبيت عسكرية سورية بالقرب من جسر الرئيس في العاصمة دمشق، يسفر عن مقتل أربعة عشر شخصًا ووقوع عدد من الجرحى.
  - الإعلان عن منح جائزة سخاروف لحرية الفكر لعام 2021 للمُعارض الروسي أليكسي نافالني.
- 2022 - استقالة رئيسة وزراء المملكة المتحدة ليز تراس إثر أزمة حكومية وضغوط من حزب المُحافظين، لتُصبح بذلك صاحبة أقصر ولاية رئاسة وُزراء في تاريخ بلادها (44 يومًا).

## مواليد
- 1632 - كريستوفر رن، مهندس معماري إنجليزي.
- 1780 - بولين بونابرت، دوقة غواستالا الأولى.
- 1784 - هنري جون تيمبل، رئيس وزراء المملكة المتحدة.
- 1819 - علي محمد رضا الشيرازي، مؤسس الديانة البهائية ويعرف باسم «الباب».
- 1854 - آرثر رامبو، شاعر فرنسي.
- 1859 - جون ديوي، فيلسوف وعالم نفس أمريكي.
- 1864 - جيمس أف. هينكل، سياسي أمريكي.
- 1882 - بيلا لوغوسي، ممثل أمريكي.
- 1891 - جيمس تشادويك، عالم فيزياء إنجليزي حاصل على جائزة نوبل في الفيزياء عام 1935.
- 1894 - جومو كينياتا، رئيس كيني.
- 1897 - كامل كيلاني، كاتب وأديب مصري، رائد أدب الطفل في العالم العربي.
- 1901 - إسماعيل الأزهري، رئيس سوداني.
- 1910 - الشيخ محمد عبد الرحمن بيصار، شيخ الجامع الأزهر.
- 1918 - ليلى فوزي، ممثلة مصرية.
- 1932 - روكورو نايا، ممثل أداء صوتي ياباني.
- 1934 - الإمبراطورة ميتشيكو، زوجة الإمبراطور أكيهيتو إمبراطور اليابان.
- 1938 - فدوى محسن، ممثلة سورية.
- 1942 - كرستيانه نوسلاين فولهارد، عالمة ألمانية في علم الأحياء حاصلة على جائزة نوبل في الطب عام 1995.
- 1944 - راوول لامبرت، لاعب كرة قدم بلجيكي.
- 1946 - إلفريدي يلينيك، روائية نمساوية حاصلة على جائزة نوبل في الأدب عام 2004.
- 1949 - صفية العمري، ممثلة مصرية.
- 1951 - كلاوديو رانييري، لاعب ومدرب كرة قدم إيطالي.
- 1955 - توماس نيومان، موسيقي أمريكي.
- 1956 - داني بويل، مخرج إنجليزي.
- 1958 - فيجو مورتينسين، ممثل أمريكي.
- 1961 -
  - إيان راش، لاعب ومدرب كرة قدم ويلزي.
  - نهال عنبر، ممثلة مصرية.
- 1969 - هيلمان ميكاليلي، لاعب كرة قدم جنوب أفريقي.
- 1970 -
  - ساندر بوشكر، لاعب كرة قدم هولندي.
  - تشافو غوريرو، مصارع مكسيكي.
- 1971 -
  - داني مينوغ، مغنية أسترالية.
  - سنوب دوغ، مغني أمريكي.
- 1974 - عبير الوزان، مذيعة كويتية.
- 1976 -
  - سمية الخشاب، ممثلة مصرية.
  - نيكولا ليغروتالي، لاعب كرة قدم إيطالي.
- 1980 -
  - نايل ماتر، ممثل كندي.
  - أميرة نايف، ممثلة أردنية تعمل في مصر.
- 1981 - فرانشيسكو خافيير رودريغيز، لاعب كرة قدم مكسيكي.
- 1982 - ليز نوردين، سياسية سويدية.
- 1983 - دانية شافعي، مذيعة سعودية.
- 1984 -
  - بلقيس، مغنية يمنية / إماراتية.
  - فلورينت سيناما بونغول، لاعب كرة قدم فرنسي.
- 1986 - علي كاكولي، ممثل كويتي.
- 1988 -
  - كانديس سوانبول، ممثلة وعارضة أزياء جنوب أفريقية.
  - ريسا نيغاكي، مغنية يابانية

## وفيات
- 1139 - هاينريش العاشر، دوق بافاريا.
- 1187 - أوربان الثالث، بابا الكنيسة الكاثوليكية، الفاتيكان.
- 1569 ـ محمد بن أمية، قائد أندلسي.
- 1740 - الإمبراطور كارل السادس، إمبراطور الإمبراطورية الرومانية المقدسة.
- 1890 - السير.ريتشارد فرانسيس برتون، مستكشف وكاتب ومترجم إنجليزي.
- 1935 - آرثر هندرسون، سياسي بريطاني حاصل على جائزة نوبل للسلام عام 1934.
- 1939 - آن سوليفان، معلمة هيلين كيلر.
- 1950 - جعفر النقدي، شاعر وكاتب وعالم مسلم وقاضي شرعي عراقي.
- 1954 - حسن السبتي، شاعر وخطيب عراقي.
- 1964 - هربرت هوفر، رئيس الولايات المتحدة الحادي والثلاثون.
- 1966 - محمد فوزي، ملحن ومغني وممثل مصري.
- 1967 - يوشيدا شيغه-رو، رئيس وزراء ياباني.
- 1972 - هارلو شابلي، عالم فلك أمريكي.
- 1977 - روني فان زانت، مغني أمريكي.
- 1984 -
  - كارل كوري، طبيب أمريكي حاصل على جائزة نوبل في الطب عام 1947.
  - بول ديراك، عالم فيزياء إنجليزي حاصل على جائزة نوبل في الفيزياء عام 1933.
- 1987 - أندريه كولموغوروف، عالم رياضيات روسي.
- 1991 - نعيمة الصغير، ممثلة مصرية.
- 1994 - برت لانكستر، ممثل أمريكي.
- 1995 - عماد عبد الحليم، مغني مصري.
- 2011 -
  - معمر القذافي، قائد انقلاب 1969 في ليبيا.
  - أبو بكر يونس، وزير الدفاع الليبي.
  - المعتصم القذافي، مستشار الأمن الوطني الليبي.
- 2012 -
  - إدوارد دونال توماس، طبيب أمريكي حاصل على جائزة نوبل في الطب عام 1990.
  - جواد أقدار، لاعب كرة قدم مغربي.
- 2015 - عبد الأمير التركي، مؤلف وكاتب مسرحي كويتي.
- 2018 - فيم كوك، رئيس حكومة هولندي أسبق.

## أعياد ومناسبات
- اليوم العالمي لهشاشة العظام.
- عيد ميلاد الباب في البهائية.

## وصلات خارجية
- وكالة الأنباء القطريَّة: حدث في مثل هذا اليوم.
- BBC: حدث في مثل هذا اليوم.
- النيويورك تايمز: حدث في مثل هذا اليوم.